# Municipio de Atwood (Dakota del Norte)
El municipio de Atwood (en inglés: Atwood Township) es un municipio ubicado en el condado de Kidder en el estado estadounidense de Dakota del Norte. En el año 2010 tenía una población de 21 habitantes y una densidad poblacional de 0,23 personas por km².

## Geografía
El municipio de Atwood se encuentra ubicado en las coordenadas 47°12′55″N 99°55′42″O / 47.21528, -99.92833. Según la Oficina del Censo de los Estados Unidos, el municipio tiene una superficie total de 92.01 km², de la cual 86,74 km² corresponden a tierra firme y (5,73 %) 5,28 km² es agua.

## Demografía
Según el censo de 2010, había 21 personas residiendo en el municipio de Atwood. La densidad de población era de 0,23 hab./km². De los 21 habitantes, el municipio de Atwood estaba compuesto por el 100 % blancos. Del total de la población el 0 % eran hispanos o latinos de cualquier raza.